# Anlaufalm
Die Anlaufalm ist eine 86 Hektar große Alm in der Gemeinde Reichraming im österreichischen Bundesland Oberösterreich. Die im Besitz der Österreichischen Bundesforste befindliche Alm ist an die Weidegenossenschaft Großraming verpachtet und liegt auf einer Seehöhe von 982 m ü. A. Auf einer Weidefläche von 70 Hektar werden etwa 100 Rinder gehalten. Die Anlaufalm ist von Anfang Mai bis Ende Oktober bewirtschaftet. Das Almgebiet ist über Wanderwege und eine nicht öffentliche Straße erreichbar. Das Befahren der Straße mit Fahrrädern ist gestattet und die Alm ist ein beliebtes Ziel einer Mountainbiketour. Die Anlaufalm liegt im Nationalpark Kalkalpen.